# Durian
Durian (Durio zibethinus) er en frugt der gror i Sydøstasien. Den har en gennemtrængende lugt, og smagen er sødlig og fad. Durian omtales også som "frugternes konge". På mange hoteller og andre offentligt tilgængelige bygninger i Sydøstasien skiltes der med, at det er forbudt at medbringe Durian på området. Dette skyldes at lugten fra durianen er så stærk, at den kan sprede sig til alle rummene i en bygning, igennem blandt andet bygningernes ventilationsanlæg. Durian er også forbudt i offentlige transportmidler og at medbringe ombord på fly.

## Dyrkning og tilgængelighed
Durianen kommer oprindeligt fra Brunei, Indonesien og Malaysia. Der er nogen debat om hvorvidt durianen også oprindeligt voksede i Filippinerne, særligt i Davao-regionen på øen Mindanao, eller om den blev bragt dertil. Durianen dyrkes i andre områder med lignende klima; den bliver udelukkende dyrket i tropiske landbrug, da den stopper med at gro når den gennemsnitlige daglige temperatur kommer under 22 grader.
Durianens centrum for økologisk diversitet er øen Borneo, hvor frugten af de spiselige arter af Durio inkluderer D. zibethinus, D. dulcis, D. graveolens, D. kutejensis, D. oxleyanus og D. testudinarum bliver solgt på lokale markeder. I Brunei bliver D. zibethinus ikke dyrket, fordi forbrugerne foretrækker andre arter så som D. graveolens, D. kutejensis og D. oxleyanus. Disse arter bliver alle distribueret i Brunei, og sammen med andre arter som D. testudinarum og D. dulcis repræsenterer disse en rig genetisk diversitet.
Selvom durianen ikke oprindeligt er fra Thailand, er landet nu en af de største eksportører af durian, da der produceres 781.000 ton i Thailand ud af verdens samlede produktion på 1.400.000 ton i 1999. Heraf bliver 111.000 ton eksporteret til Taiwan, Hong Kong, Malaysia, Singapore og Canada. Malaysia og Indonesia følger som næststørste producenter. I begge lande produceres omkring 265.000 ton. Malaysia eksporterede i 1999 35.000 ton heraf. Chantaburi i Thailand afholder hvert år verdens største durian festival først i maj. Denne ene provins er ansvarlig for halvdelen af durianproduktionen i Thailand. I Philippinerne er durianproduktionen centreret i Davaoregionen. Kadayawan Festivalen er en årlig fejring af durianen i Davao City. Andre steder, hvor durianlandbrug er lokaliseret, inkluderer Cambodia, Laos, Vietnam, Myanmar, Sri Lanka, Indien, Vestindien, Florida, Hawaii, Papua New Guinea, Polynesien, Madagascar, det sydlige Kina (Hainan Island), Nordaustralien og Singapore.
Durianfrugten blev introduceret i Australien først i 1960'erne. Over tredive kloner af D. zibethinus og seks Durio-arter er efterfølgende blevet introduceret i Australien. Kina er en stor importør og købte i 1999 65.000 ton, efterfulgt af Singapore med 40.000 ton samt Taiwan med 5.000 ton. Det samme år importerede USA kun 2.000 ton, hvoraf størstedelen var frosne og EU importerede 500 ton.
Durianfrugten er sæsonpræget modsat andre tropiske helårsfrugter som eksempelvis papayaen, der er tilgængelig hele året. I Malaysia og Singapore var sæsonen for durian typisk fra juni til august, hvilket er samme periode som mangostan. Priser på durianer er forholdsvis høje sammenlignet med andre frugter. I Singapore, for eksempel, har den store efterspørgsel efter højkvalitetsprodukterne D24, Sultan og Mao Shan Wang resulteret i en typisk salgspris på mellem S$8 og S$15 (US$5 til US$10) per kilogram af hele frugter. Med en gennemsnitsvægt på omkring 1,5 kg, koster en durianfrugt altså mellem S$12 og S$22 (US$8 til US$15). Den spiselige del af frugten, kendt som frøkappen, udgør kun mellem 15 og 30 % af hele frugten. Mange forbrugere i Singapore er dog villige til at bruge op mod S$75 (US$50) i et køb af omkring en halvt dusin af frugten til deling med familien.
I sæsonen for frugten kan den findes i almindelige japanske supermarkeder, mens den i vesten primært sælges på asiatiske markeder.

## Studie af durians genom og lugt
Forskere fra National Cancer Center Singapore har publiceret et studie i det videnskabelige tidsskrift Nature Genetics, hvor de "besvarer et af naturens mest bidende spørgsmål: hvad giver verdens mest lugtende frugt sin karakteristiske aroma". Forskerne i Singapore kortlagde hele genomet af Musang King-durian, og fandt at den har omkring 46.000 gener, næsten dobbelt så mange som et menneske har. De var i stand til at spore udviklingen af frugten 65 millioner år tilbage, og fandt sammenfald med kakaotræet, fra hvis frø man producerer chokolade.
Durians lugt bliver beskrevet som en blanding af en løgagtig, svovlholdig aroma med noter af sød frugt og salte suppe-krydderier. Et centralt element i durian-lugten er flygtige svovlforbindelser (eng. VSV, volatile sulfur compounds), der karakteriseres som fordærvede, løg-lignende, rådne æg, svovl og stegte skalotteløg. Forskerne identificerede den gruppe af gener, der er ansvarlige for lugtstoffet, flygtige svovlforbindelser, og de fandt, at disse gener bliver højaktiveret efterhånden som frugten modnes, og dermed dens usædvanlige lugt. I modsætning til andre plantearter, der typisk har en eller to kopier af disse gener, har durian hele fire eksemplarer, hvilket medfører, at svovlforbindelses-produktion nærmest må kaldes turboladet. Forskerne mener, at denne lugt kan være vigtig for durian i naturen, da den hjælper med at tiltrække dyr, der spiser frugten og derved spreder dens frø.